# 清水義明 (バスケットボール)
清水 義明（しみず よしあき、1943年 - 2021年10月20日）は、日本のバスケットボール指導者である。日本体育大学名誉教授。北海道出身。

## 生涯
北見北斗高校在学中にインターハイ出場。日本体育大学では1年時からレギュラーを務め全日本にも選出される。
卒業後も日体大に残り1967年より助手。
アメリカのミシガン州立大学にバスケットボール留学し、帰国後コーチに就任。在任中日本体育大学を関東大学選手権優勝20回、同リーグ戦優勝24回、日本学生選手権優勝14回を記録した。
また、全日本男子監督も3度務め、1982年アジア大会では銅メダルに導いた。
2012年3月を以て退官。
2021年、日本バスケットボール殿堂に尾崎正敏、加藤廣志とともに掲額者として、選出された。
同年10月2日死去。

## 著書
- 『バスケットボールにおける運動学的研究序説』稲垣安二編著,野口邦子共著 梓出版社 1977
- 『バスケットボール』天田英彦,内海知秀,児玉善廣共著 監修　叢文社 2005